# Agnes Giebel
Agnes Giebel (Heerlen, Països Baixos, 10 d'agost de 1921 – Colònia, 24 d'abril de 2017) va ser una soprano clàssica alemanya, especialista en la música sacra i en les peces vocals de Bach.
Va néixer a Heerlen, Països Baixos, on va viure els primers anys de la seva vida. Va estudiar amb la professora Hilde Wesselmann a la Folkwangschule d'Essen i va fer la seva primera aparició en públic com a cantant el 1947.
El repertori de Giebel consistia principalment en obres de música sacra, com cantates, oratoris, passions, rèquiems i misses. Ha estat considerada una de les cantants de Bach més grans de la seva generació, autor en el qual s'especialitzà i va ser la principal cantant de les seves obres vocals durant les dècades de 1950 i 1960. Com a intèrpret de lieder va actuar sovint amb el pianista Sebastian Peschko. També va ser coneguda per la seva interpretació a la Novena Simfonia de Beethoven sota la direcció d'Otto Klemperer.
Estrenà sovint obres d’autors coetanis, com la Cantata academica de Benjamin Britten (1960), o també peces d'Arnold Schönberg, Alban Berg, Paul Hindemith o Hans Werner Henze, entre d'altres. Actuà en recitals i concerts als principals teatres d’Europa i dels Estats Units, i cantà òpera per a enregistraments radiofònics. La seva carrera es perllongà fins a la dècada de 1990 durant la qual va enregistrar una àmplia discografia, per a la qual interpretà obres de J.S. Bach, W.A. Mozart, L. van Beethoven, J. Haydn i J. Brahms, a més de diversos recitals.
La seva filla, Kristina Kanders, i la seva neta, Julia Giebel, són també músiques. Giebel va viure a Colònia, on va morir el 24 d'abril de 2017.